# Иорданское кладбище
Иорданское кладбище находится в Киеве. Образовалось в XVII—XVIII столетиях при Николаевском Иорданском женском монастыре, ликвидированному в 1808 году. После ликвидации монастыря его храм стал приходским, соответственно и кладбище из монастырского преобразовалось в городское, для захоронения усопших жителей Татарки, Юрковицы и окраин.
Храм и колокольня были разобраны в 1935 году. С тех пор кладбище также закрыли, и оно начало приходить в упадок. Остатки кладбища, обнесённые забором, сохранились на склонах Юрковицы на севере от группы домов №№ 26, 26-а, 26-б по улице Отто Шмидта. От окончательного разрушения кладбище спасает рельеф местности, который делает этот участок малопривлекательным для строителей.